# Чуюнча (річка)
Чуюнча́, Чоюнчи́ (крим. Çoyunçı, також Галтчик-Кая, Маленькая)) — річка в Україні, у Сімферопольському районі Автономної Республіки Крим. Права притока Салгир, (басейн Чорного моря).

## Опис
Довжина річки 37 км, площа басейну водозбору 132  км², найкоротша відстань між витоком і гирлом — 24,42  км, коефіцієнт звивистості річки — 1,52 . Формується багатьма безіменними струмками та загатами.

## Розташування
Бере початок на південно-східній околиці села Краснівка (крим. Krasnovka) . Тече переважно на північний захід через Живописне (до 1948 року — Бекі-Елі, крим. Beki Eli) , Урожайне (до 1948 року — Чоюнчи, крим. Çoyunçı)  і на східній стороні від села Красна Зорька (до 1948 — Карача-Кангил, крим. Qaraça Qañğıl)  впадає у річку Салгир.
Населені пункти вздовж берегової смуги: Чайкине (до 1948 року — Чуйке, крим. Çüyke)  , Первомайське (до 1948 року — Бій-Таниш, крим. Biy Tanış)  .

## Цікавий факт
- У книзі Петер-Симон Паллас "НАБЛЮДЕНИЯ, СДЕЛАННЫЕ ВО ВРЕМЯ ПУТЕШЕСТВИЯ ПО ЮЖНЫМ НАМЕСТНИЧЕСТВАМ РУССКОГО ГОСУДАРСТВА

в 1793—1794 годах " про цю річку зазначено: 
| | \| Вся волнистая местность, перерезанная лощинами позади крутых уступов гор, так же плодородна, как и долины; между ручьями Чуюнчей, Бештереком и Зуей, впадающими в Салгир, во многих местах показываются известковые пласты, как бы вылитые одним куском. .[4] \| |
| Вся волнистая местность, перерезанная лощинами позади крутых уступов гор, так же плодородна, как и долины; между ручьями Чуюнчей, Бештереком и Зуей, впадающими в Салгир, во многих местах показываются известковые пласты, как бы вылитые одним куском. . | |

- Біля села Трудове річку перетинає автошлях Р23 (автомобільний шлях регіонального значення на території України, Сімферополь — Феодосія).